# 3,3-dietil-2-metilpentano
El 3,3-dietil-2-metilpentano es un alcano de cadena ramificada con fórmula molecular C10H22.